# Robby Holder
Robby Holder (31 januari 1993) is een Nederlands voetballer die doorgaans speelt als aanvaller. In juli 2020 verliet hij TEC.

## Carrière
Holder begon zijn carrière bij FC Groningen, waar hij de jeugdopleiding doorliep. In de zomer van 2012 zou hij verhuurd worden aan SC Veendam, maar pas net voor de winterstop van het seizoen 2012/13 werd hij daadwerkelijk verhuurd. Op 14 december 2012 debuteerde hij tegen Helmond Sport. Hij scoorde twee goals, tegen Sparta Rotterdam en Almere City FC. Na het faillissement van Veendam keerde Holder weer terug naar Groningen. Aldaar kreeg hij snel te horen dat FC Groningen geen toekomstplannen met hem heeft. Holder besloot daarom een oefenstage bij het Finse KTP Kotka, uitkomend in de Ykkönen, af te leggen. Hij deed dit uitstekend en de Finse club wilde hem graag contracteren, maar Holder koos voor het in de Hoofdklasse uitkomende ACV uit Assen. Daar scoorde hij 8 keer als buitenspeler, waarna Holder besloot de overstap te maken naar topklasser WKE uit Emmen. Na het faillissement van de club begin 2016, ging hij verder bij FC Lienden. In de zomer van 2016 ging Holder naar Spakenburg. Een jaar later werd TEC zijn nieuwe club. Deze club liet hij na drie jaar weer achter zich.

## Clubstatistieken
| Seizoen | Club         | Competitie     | Competitie | Competitie | Beker | Beker | Internationaal | Internationaal | Totaal | Totaal |
| Seizoen | Club         | Competitie     | Wed.       | Dlp.       | Wed.  | Dlp.  | Wed.           | Dlp.           | Wed.   | Dlp.   |
| ------- | ------------ | -------------- | ---------- | ---------- | ----- | ----- | -------------- | -------------- | ------ | ------ |
| 2012/13 | FC Groningen | Eredivisie     | 0          | 0          | 0     | 0     | —              | —              | 0      | 0      |
| 2012/13 | → SC Veendam | Eerste divisie | 8          | 2          | 0     | 0     | —              | —              | 8      | 2      |
| Totaal  | Totaal       | Totaal         | 8          | 2          | 0     | 0     | 0              | 0              | 8      | 2      |